# Vientos de invierno
Vientos de invierno (en inglés, The winds of winter) es la planeada sexta entrega de la serie de fantasía épica Canción de hielo y fuego escrita por George R. R. Martin.
El volumen anterior, Danza de dragones, acota menos historia de la que Martin tenía pensado, omitiendo al final una gran secuencia bélica y llevando a varios personajes a un final que se mantiene en suspenso. Martin tiene la intención de resolver estos argumentos muy pronto en Vientos de invierno, diciendo: «Tengo la intención de abrir la escena con dos grandes batallas que iban en ascenso gradual, la batalla en el hielo y la batalla en Mereen —la batalla en la Bahía de los Esclavos—. Y luego que se los lleven de allí».
Habrá un capítulo dedicado a Victarion Greyjoy que comenzará cinco minutos después del final de Danza de dragones, teniendo lugar en la víspera del ataque por sorpresa de los habitantes de las islas del Hierro a las ciudades de la bahía de los Esclavos. Una muestra acerca de un capítulo del que Martin dio cuenta en su página web mostraba a Arianne la dirección hacia el Nido del Grifo para ver al joven que se llama a sí mismo Aegon. Martin dijo en 2012 que las dos novelas finales trasladarán a los lectores a través de las tierras norteñas mucho más lejos que cualquiera de los libros anteriores de la saga.
Aunque en un principio se creía que el libro estaría terminado antes de que se exhibiera la sexta temporada por HBO (la primera que se emitió luego de que la serie alcanzara los libros), no fue así. Tampoco salió antes de la séptima e incluso antes la última temporada debido a su lentitud en la última mitad del año.
En abril de 2018, Martin reveló que el libro no se publicaría a lo largo de ese año.
A fines de junio de 2020, Martin se lamentaba en su blog por no haber podido ir a la convención de ciencia ficción en Wellington (Nueva Zelanda) a causa de la pandemia del covid-19, y esperaba «poder ir el año próximo, cuando la pandemia y Vientos de invierno estén terminados».

## Revisión y publicación

### Capítulos

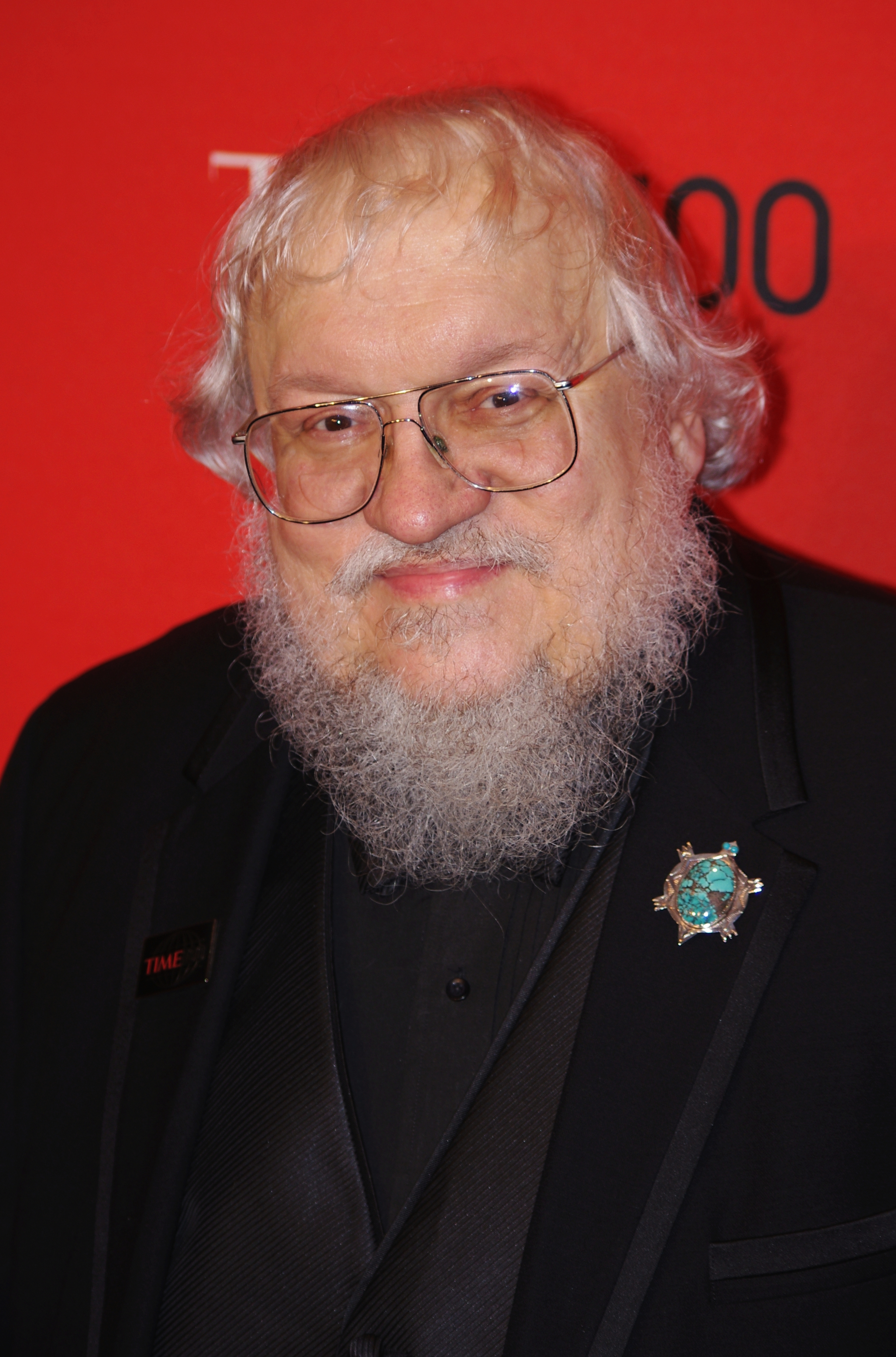
George R. R. Martin en la gala Time 100 de 2011.

Vientos de invierno fue originalmente previsto, en las primeras etapas de la serie, para ser el capítulo final de Canción de hielo y fuego (después concebida como una trilogía). Siguiendo la expansión de la serie, Martin finalmente concluyó que la sucedería una última novela, Sueño de primavera. Sobre junio del año 2010, Martin había concluido cuatro capítulos de Vientos de invierno desde los puntos de vista de Sansa Stark, Arya Stark y Arianne Martell. En julio del año 2010, él añadió el capítulo de Aeron Greyjoy que fue trasladado desde Danza de dragones hacia Vientos de invierno, acumulando alrededor de 100 páginas completas manuscritas. Siguiendo la publicación de Danza de dragones en el verano del año 2011, Martin anunció seguir escribiendo la serie en enero de 2012, pasando un tiempo atendiendo giras y varias convenciones en Estados Unidos y en el extranjero. Él continuó trabajando, con sus dos coautores Elio García y Linda Antonsson en la guía ilustrada de la serie El mundo de hielo y fuego: concordancias e historias de Poniente, que querría haberlas terminado a la vez para finales del año 2011. También trabajó en la historia de Poniente, la cuarta novela Los cuentos de Dunk y Egg que se publicará en otros títulos finalmente. Un año después de que la eventual publicación, la historia y los tres cuentos de Dunk y Egg publicados anteriormente fueron recopilados se publicaron en Estados Unidos por Bantam Spectra como una novela conjunta.
En diciembre del año 2011, Martin publicó un capítulo desde el punto de vista de Theon Greyjoy de Vientos de invierno, también anunció que otro capítulo de muestra se incluiría al final de la versión rústica estadounidense de Danza de dragones realizada el 29 de octubre de 2013 (las ediciones en rústica internacionales de Danza de dragones publicadas un año antes no incluían el nuevo capítulo que todavía no estaba publicado). En el primer cuarto del año 2012, Martin leyó en eventos públicos nuevos capítulos sobre otros personajes, incluyendo los capítulos de Victarion Greyjoy y de Tyrion Lannister. Martín siguió trabajando editando antologías y completando un gran y detallado Atlas de las tierras de hielo y fuego que fue publicado en octubre del año 2012. Martin publicó otro capítulo de muestra desde el punto de vista de Arianne Martell en su página web en enero del año 2013. El 27 de marzo, diez días antes del estreno de la cuarta temporada de Juego de tronos, Martin posteó un capítulo en su página web titulado «Misericordia». Martin dijo que el nuevo capítulo es en realidad uno antiguo que nunca fue publicado ni leído en público. En abril del año 2015, Martin publicó un capítulo desde el punto de vista de Sansa Stark de la obra Vientos de invierno, titulado «Alayne».
A partir del mes de abril del año 2015, un total de 10 capítulos de Vientos de invierno han sido leídos públicamente o publicados como capítulos de muestra. Los puntos de vista de los personajes desde los que se narrará el material obtenido son: Victarion, Tyrion, Barristan, Arianne, Theon, Misericordia (Arya) y Alayne (Sansa). Varios sitios Web, incluyendo Goodreads, han dedicado paneles de discusión enteros sobre cualquier material que se ha hecho sobre Vientos de invierno, incluyendo teorías, giros argumentales y especulaciones.

### Fecha de publicación
Martin cree que los dos últimos volúmenes de la serie serán grandes libros que tendrán más de 1500 páginas manuscritas cada uno. No tiene intención de separar otra vez a los personajes geográficamente, como se vio obligado a hacer con el manuscrito original de Festín de cuervos debido a su longitud impublicable. Pero como Martin declaró en una entrevista en el año 2011: «En tres años cuando esté sentado con un manuscrito de 1800 páginas sin final a la vista, quién sabe».
En abril del año 2011, poco antes de publicar Danza de dragones que tardó seis años en escribir, Martin esperó que los dos últimos libros fueran a un ritmo más rápido que el anterior y estimó que necesitaría para terminar el siguiente libro tres años a buen ritmo. Para octubre del año 2012, 400 páginas de la sexta novela habían sido escritas, sin embargo Martin consideró que sólo las primeras 200 estaban «realmente terminadas», el resto todavía necesitaba revisiones. En abril del año 2013 Martin estimó que tenía una cuarta parte del libro. En el pasado, Martin enfureció a algunos de sus seguidores por estimar con rapidez sus fechas de publicación de forma muy optimista; por lo tanto se ha abstenido de realizar estimaciones para la fecha final de lanzamiento de Vientos de invierno. En definitiva el libro «estará hecho cuando se haga». En enero del año 2014 la editora británica de Martin, Jane Johnson, declaró en Twitter que el libro no será «ciertamente» publicado antes del año 2015. En septiembre del año 2014 Johnson declaró que el libro no se daría a conocer en el año 2015 hasta donde ella tenía conocimiento. En enero del año 2015 ella reiteró que el libro no se encontraba dentro de su programa editorial ya que no estaba concluido. En abril del año 2015 Martin comentó en su blog que Vientos de invierno no podrá ser seleccionado para el Premio Hugo 2016 porque el premio se le otorga a las obras publicadas durante el año anterior.
En una entrevista realizada en el mes de abril del año 2015 para la revista semanal Entertainment Weekly, Martin dijo que le gustaría tener Vientos de invierno antes de la sexta temporada de la serie de televisión de HBO Juego de tronos (que abarcaría el material contenido en el libro) se emitiera en el año 2016. En el año 2012, Martin ha reconocido su preocupación acerca de la última novela, Un sueño de primavera que no estando completa en el momento en el que la serie Juego de tronos de HBO finalmente alcance la línea argumental de las novelas.
Walt Hickey de la web de opinión y análisis FiveThirtyEight y Christopher Ingraham del Washington Post llegaron a estimar que la fecha de lanzamiento iba a producirse en un arco de tiempo entre 2016 y 2018, todo ello basado en la extrapolación del ritmo al que escribía Martin.
Martin explicó en enero de 2017 que el libro posiblemente se publicaría a finales de ese año: "El libro todavía no está terminado, pero he progresado. No tanto como esperaba hace un año cuando creía que lo tendría listo por estas fechas. Creo que será publicado este año". Dicho anuncio no se cumplió. En abril de 2018, George R.R. Martin escribió en su blog: “Winter is not coming... not in 2018, at least. You’re going to have to keep waiting for The Winds of Winter.” (El invierno no va a venir, al menos no en 2018), por lo que nuevamente la fecha de publicación quedó postergada.
En mayo de 2019, GRRM publicó un post en su página web Not a blog de que, si no tenía acabado The Winds of Winter para el verano de 2020 (en julio, ya que lo va a presentar en una convención de ciencia ficción en Nueva Zelanda) permitiría que lo encerraran en una cárcel con vistas a un lago de ácido sulfúrico hasta que lo terminara.
En el año 2022, George confirmó en un sketch de The Late Show de Stephen Colbert, que tiene alrededor de 1.000 páginas del libro escritas, mientras aún le hacen falta (según su presupuesto) al menos otras 500. Durante Julio de este año también había mencionado que tenía el 75% de los arcos narrativos del libro terminados, lo que ha puesto a los fanáticos a hacer apuestas nuevamente sobre la fecha de publicación de la siguiente entrega. George también mencionó que una de las principales dificultades para escribir es que: "Hay escritores que aman el simple acto de escribir y hay otros que… aman haber escrito. Está genial cuando está hecho, y cuando no lo está, peleas con el hecho de si eres capaz de hacerlo. Cuando escribes una novela, no sientes casi el subidón de sentir que llegas al final. Cuando estás haciendo una saga gigantesca de siete volúmenes...quiero llegar al punto en que pueda terminarlo y esté todo bien, sentirme bien por al menos un día, hasta que lo relea al día siguiente y decida que todo es una basura".